# 普罗万
普罗万（法語：[pʁɔvɛ̃] ⓘ）是法国塞纳-马恩省的一个市镇，也是该省的副省会。位于巴黎东南77公里处。普罗万在中世纪是一座属于香槟伯爵的防御城镇。由于交通便利，普罗万在12—13世纪成为香槟地区乃至整个欧洲的重要市集，曾一度发展成为仅次于巴黎和鲁昂的法国第三大城市。2001年12月13日，普罗万古城和中世纪集市入选世界遗产名录。

## 历史
旧石器时代该地就有人类活动留下的痕迹。

### 罗马时代
高卢-罗马时代，普罗万位于两条重要的区域线路上：一条从苏瓦松通往特鲁瓦，另一条则通往桑斯。上城部分在罗马占据时代可能成为了要塞。

### 中世纪

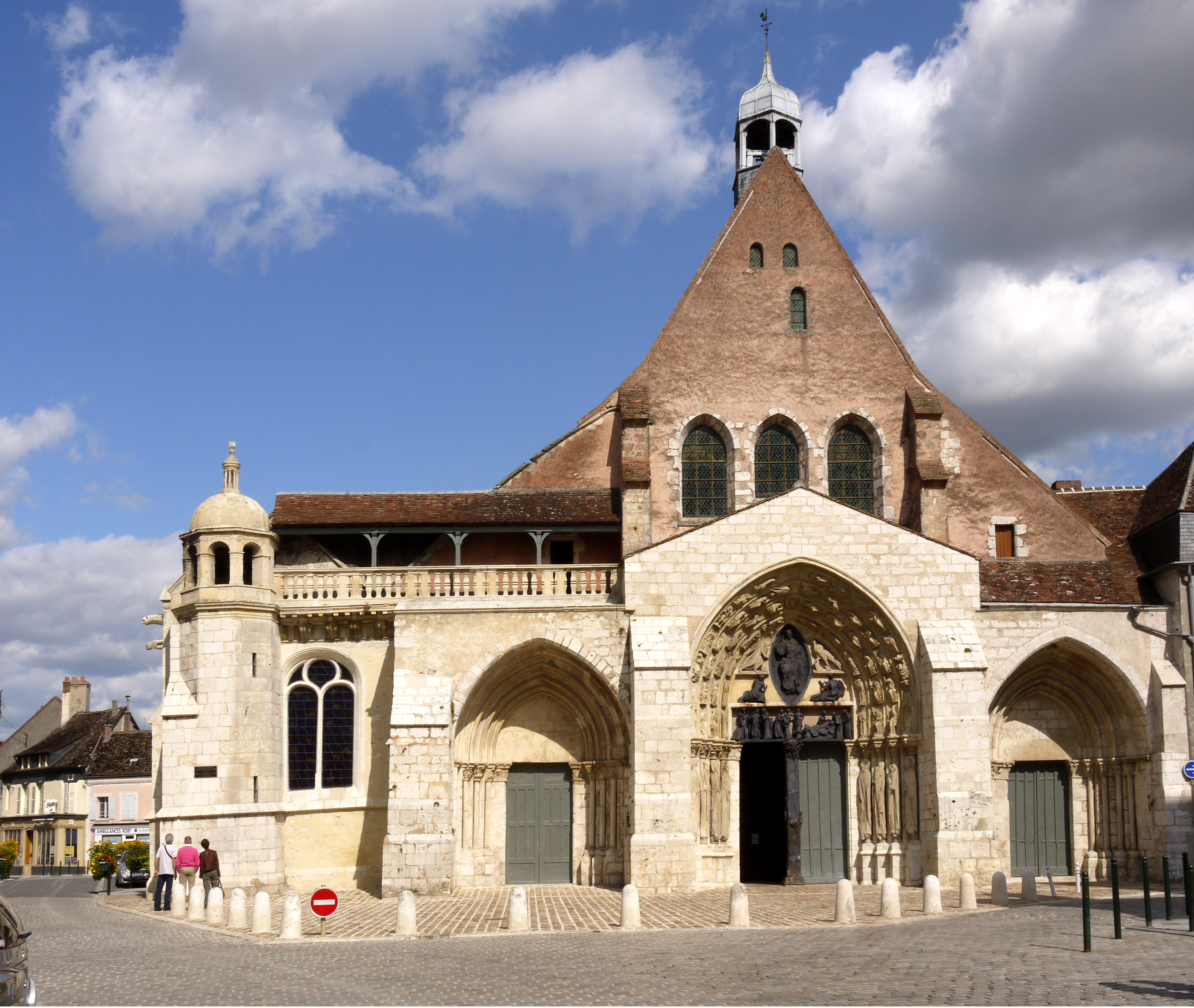
在圣阿约尔教堂（l'église Saint-Ayoul）门前举行了第一次集市。

485年，克洛维一世在苏瓦松取得胜利之后，进一步占领了普罗万的古罗马兵营。
普罗万在9世纪初已具备一定的重要性，查理曼派遣特使驻于普罗万管理这一地区。另一个能说明普罗万重要性的证据：普罗万当时轧制自己的钱币，« 最后的普罗万 »。
这一时期普罗万成为了法国第三次城市，仅次于巴黎和鲁昂。普罗万是中世纪举行香槟集市的重要城市之一，当时该城市处于香槟伯爵的保护下。正是这一时期为普罗万留下了最多的历史遗迹。
法兰西国王腓力四世曾多次前往普罗万，最重要的两次分别是1289年和1298年。国王的出访让普罗万居民付出了沉重的经济代价，国王三番五次提高对这座城市的税收，结果只是造成了普罗万的衰落，结束了其繁荣时期。
1307年10月，在普罗万逗留的圣殿骑士被逮捕并囚禁于默伦城堡。
1359年，英格兰国王爱德华三世尝试围攻普罗万，未能成功。纳瓦拉国王恶棍卡洛斯于1361年和1378年两次占领普罗万。查理五世的兄弟贝里公爵围攻这座城市，纳瓦拉军队投降。1417年，勃艮第公爵菲利普对普罗万采取了军事行动并随之占领。1432年10月2日晚，英国人使用绳梯通过面包门（porte au Pain）进入城市。马耳他骑士团司令尼古拉·吉雷姆（Nicolas Girème）在莫城执行官德尼·德沙伊（Denis de Chailly）的帮助下，围困了英军，英国人暂时被赶出城，随后返回对普罗万进行了劫掠。
根据路易十一的诏书，普罗万在吸引外来商人方面有自己的优势。国王本人在1479年6月21和22日访问了这座城市。
在天主教和新教的宗教争端中，普罗万站在了反对国王的天主教联盟一边，并因此被罚款8000金埃居，亨利四世在1590年围困了普罗万，1592年又进行了一次3天的围城。
1429年8月3日，在朝臣以及圣女贞德的陪同下，新加冕的查理七世在普罗万圣基里亚斯教堂（collégiale Saint-Quiriace de Provins）参加了弥撒。
1617年，路易十三确认了在普罗万举行的三场集市，给予他们特许经营权。第一场在耶稣升天节前一天开始，并持续46天；第二场从9月14日直至诸圣节；第三场从聖安德魯日直至12月底。

### 十九世纪
在1870年普法战争期间，普罗万一度被德国占领，遭到多次军事征用。1870年8月27日，普鲁士军前来的传言让整个城市人心惶惶，13:30的火车上挤满了逃难者。普罗万居民在城市地下通道里贮藏了大量的物品、衣服、家具等等。1870年9月12日开始，军队行经普罗万，9月15日普鲁士国王的兄弟在此留宿一夜。

## 文化

### 世界遗产
普罗万城在2001年成为联合国教科文组织世界文化遗产：
普罗万(Provins)这个中世纪防御古城, 位于原先颇有影响的香槟酒会地区，见证了国际贸易组织和羊毛工业的早期发展。普罗万的城市结构保存完好，其设计之初的目的就是用于主办展览会及相关活动。

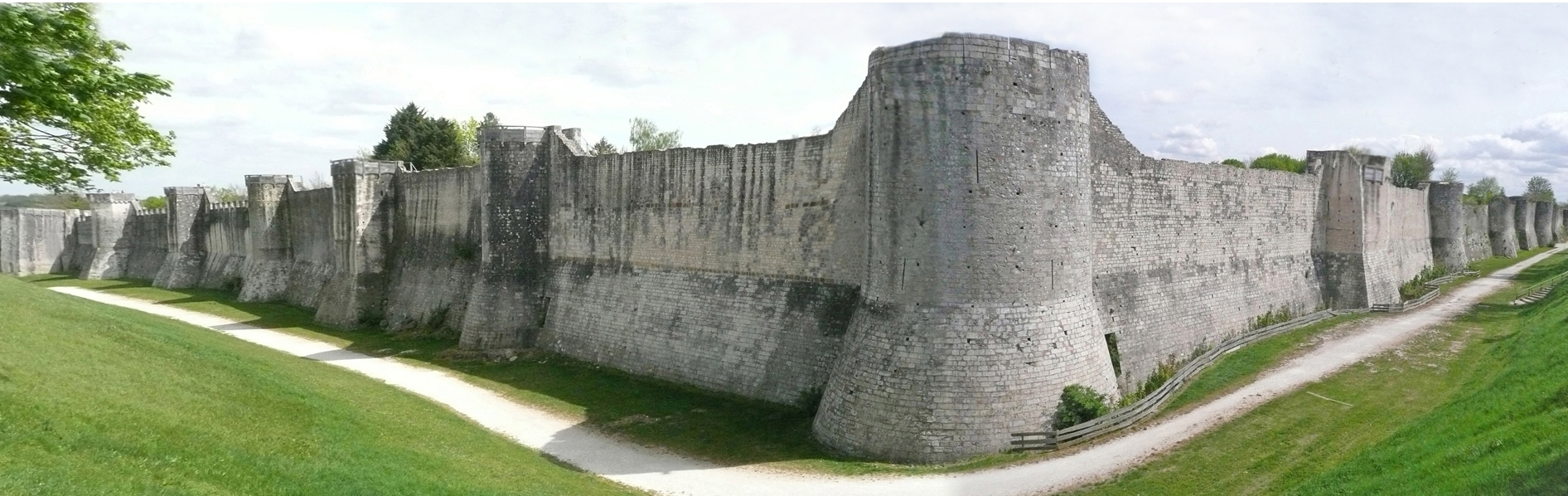
普罗万城墙

普罗万以其环绕整座城市的城墙而闻名。普罗万城墙长达1200米，由22个形状不一的塔组成，其建造时间从1226直至1314年。城墙近年经历了多次重修，是整个古城保存最好的部分，也极大地贡献了这座城市的旅游吸引力。而下城区虽然经历时光的侵蚀，但在一些地方依然清晰可见。

#### 世俗文化遗产

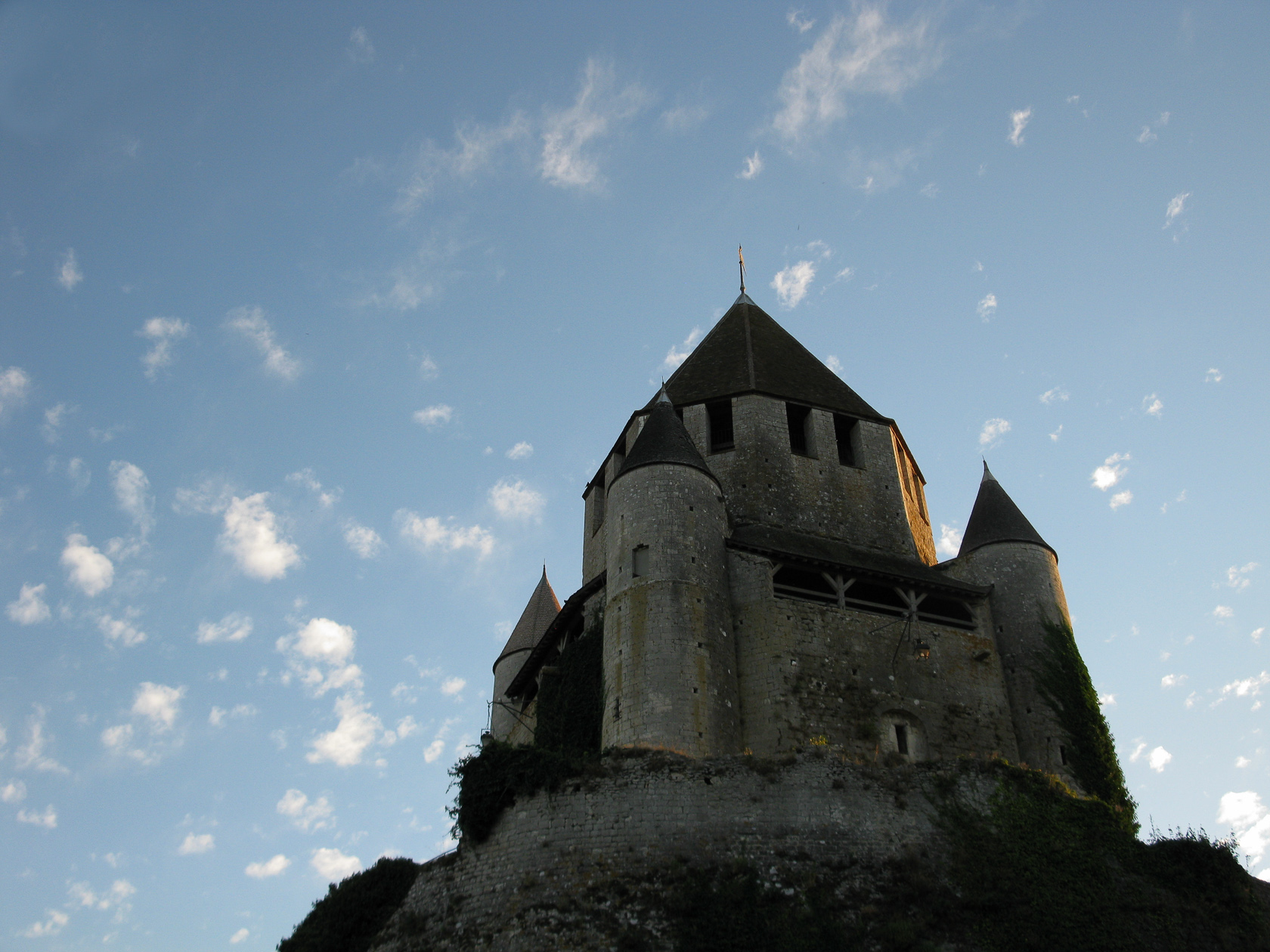
凯撒塔

- 凯撒塔（Tour César de Provins）：八边形方基塔，12世纪建造于一个人造土岗上。

- 地道（souterrains de Provins）：古城地下遍布中世纪通道，它们在翁贝托·埃科的小说傅科摆里成为了故事情节发展的关键。最初，这些地道原是采石场，其石料被用在羊毛服装业中（中世纪的普罗万城是重要的制衣中心），从这些采石场中提取出来的一种“富勒土”用于对羊毛进行脱脂：富勒土的用途有点类似于肥皂。需充分挤压呢绒以使其浸渍（缩绒）。富勒土还被用来填充如今下城区所在的沼泽。在中世纪的集市期间，这些地道被用作商人的仓库。18世纪和19世纪第二帝国镇压时期，地道某些部分被普罗万的共济会或各种团体（异端或反对皇室）用于秘密聚会的场所。这些团体也留下了痕迹：可以在地道的墙壁上看到标明日期的涂鸦或秘传图案。

- 十一税仓库（grange aux dîmes）是一个12世纪的贸易馆，在香槟集市上被用于贮存。如今它已成了一个博物馆，以不同职业的人物（商人、石匠等）的形式重现中世纪生活的场景。

- 罗马房（Maison romane）：普罗万最古老的房舍，建于10或11世纪，现为普罗万地区博物馆。

- 黄金十字客栈（Hostellerie de la Croix d'Or）：法国历史最悠久的旅馆，现为餐馆，其立面自从建造（1264-1270年）至今一直没有变化。

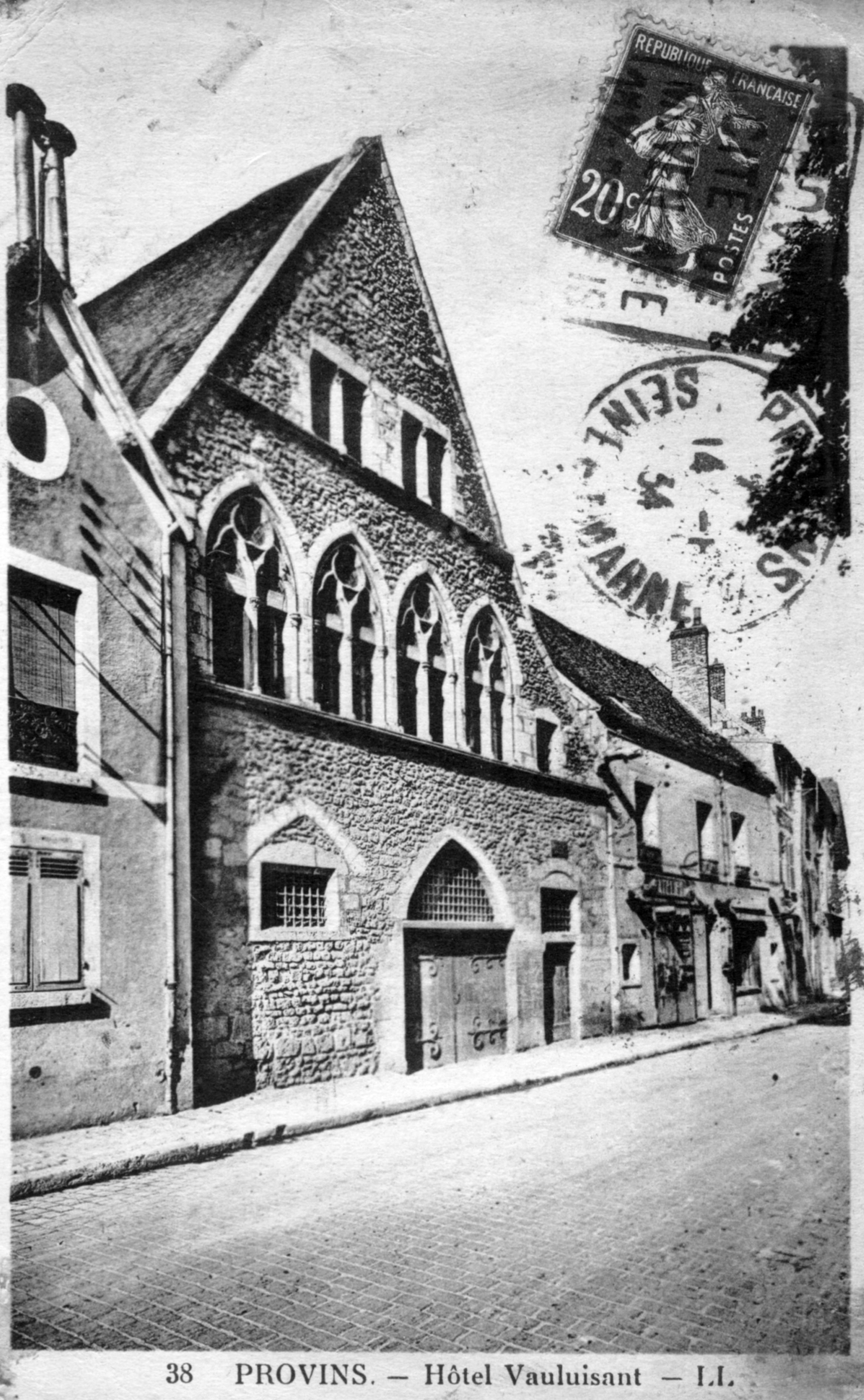
沃吕桑旅馆
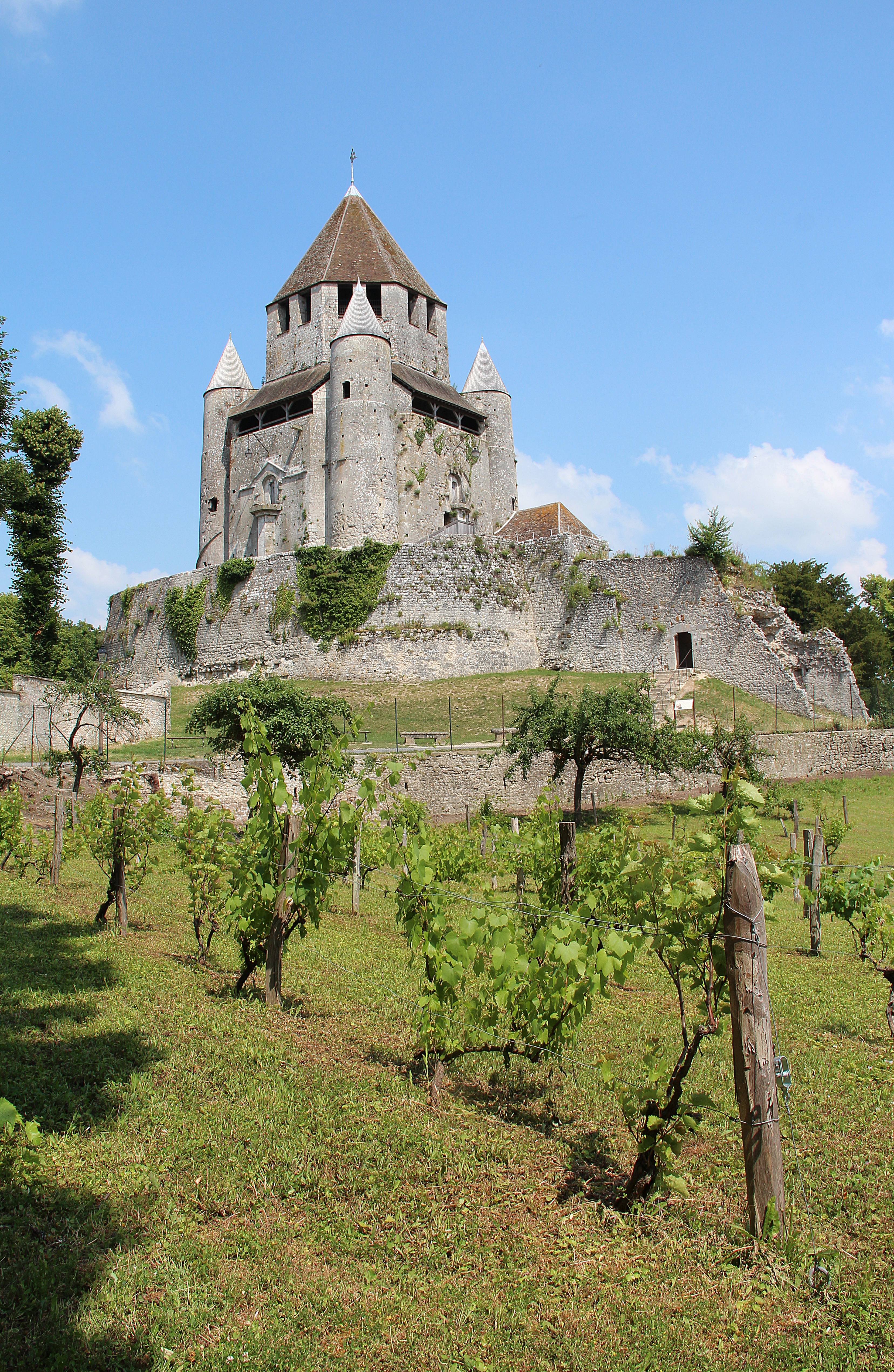
凯撒塔（12世纪）
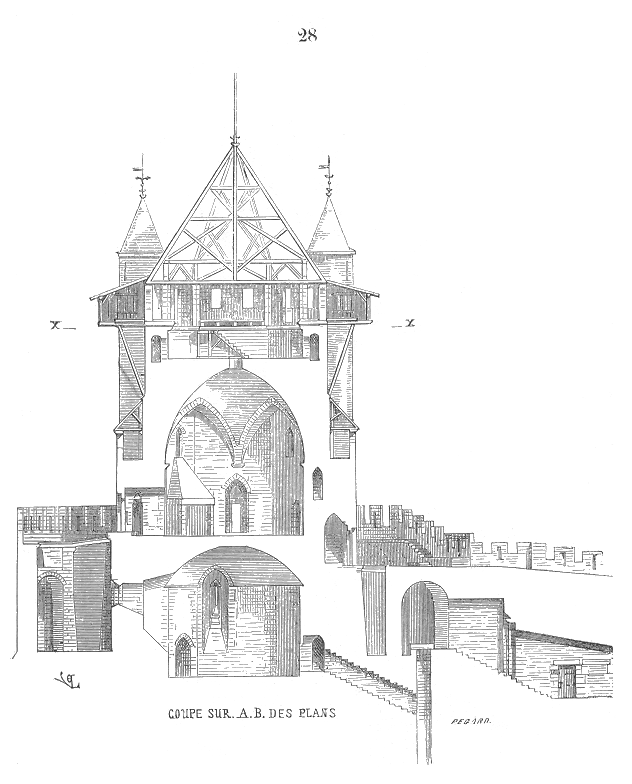
主塔剖面
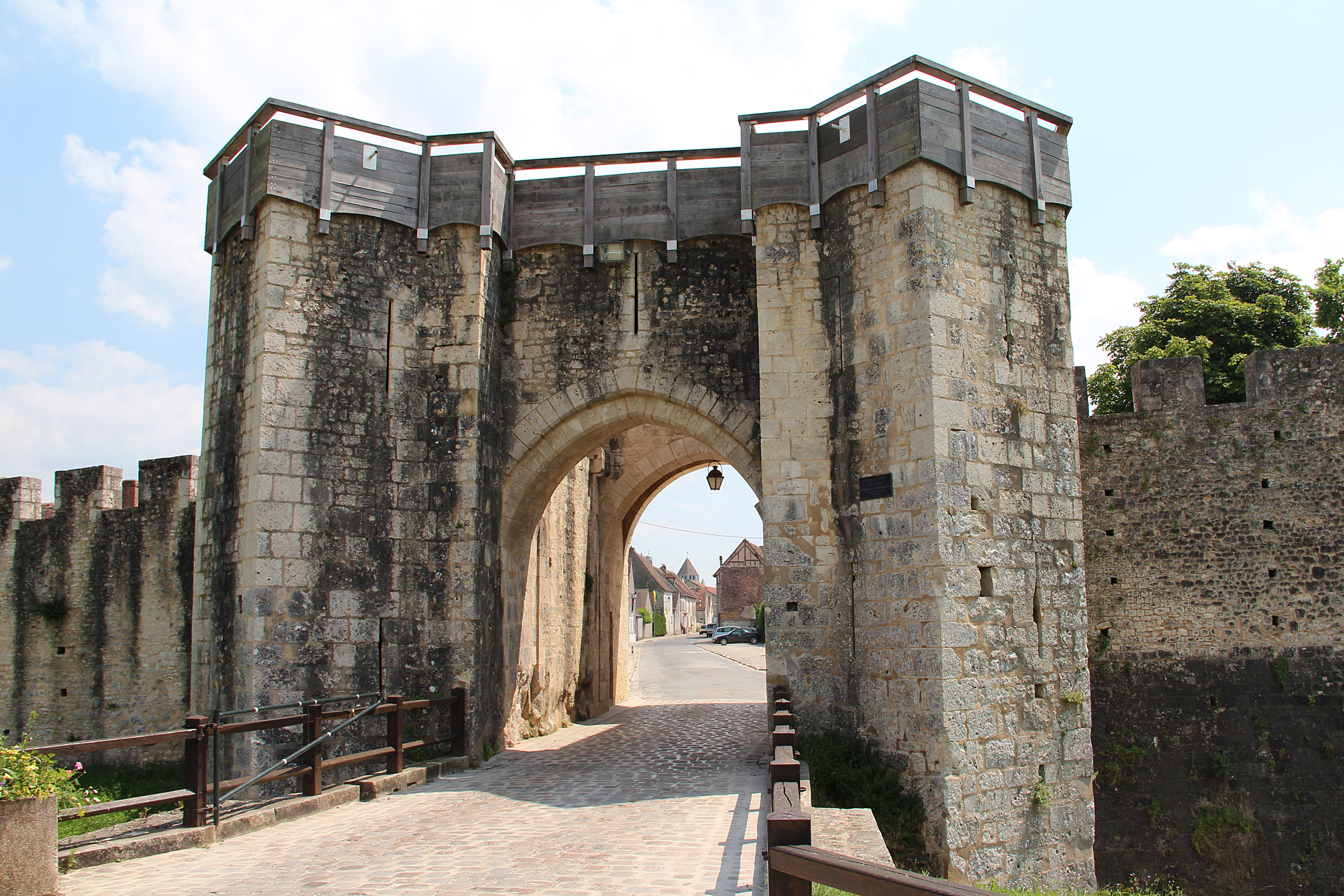
乔伊门（12世纪）
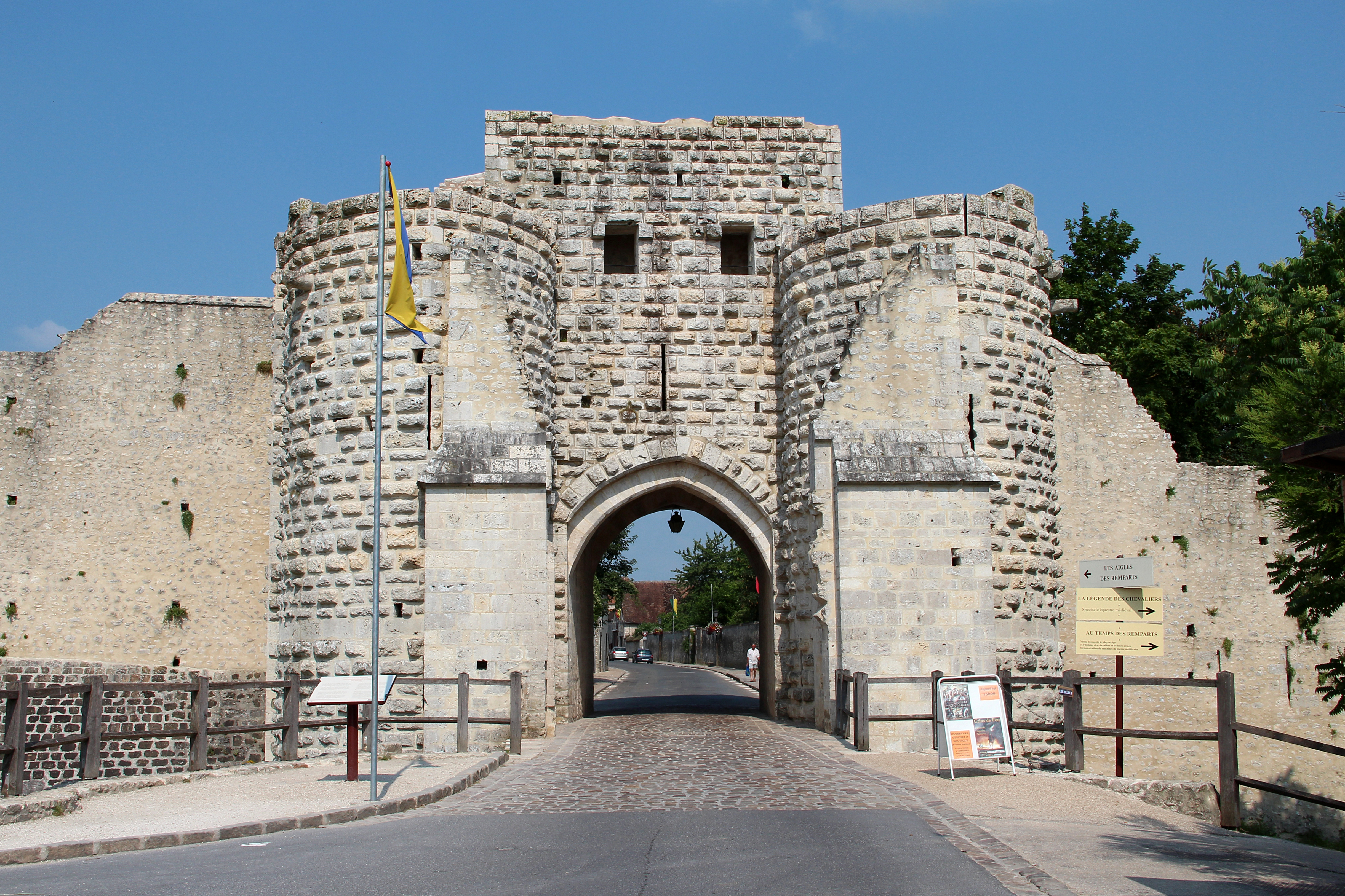
圣让门
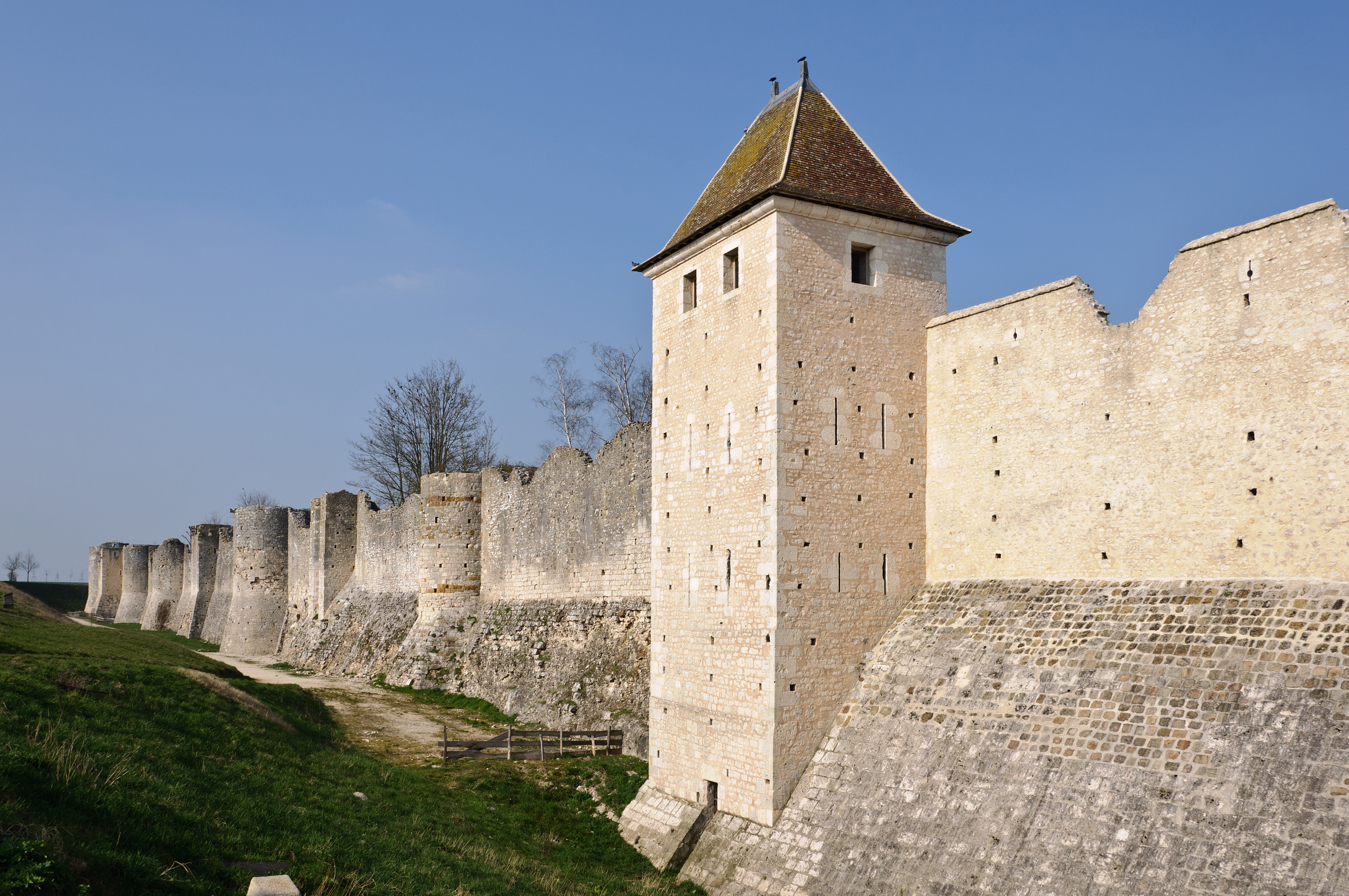
从圣让门往导弹塔观望城墙
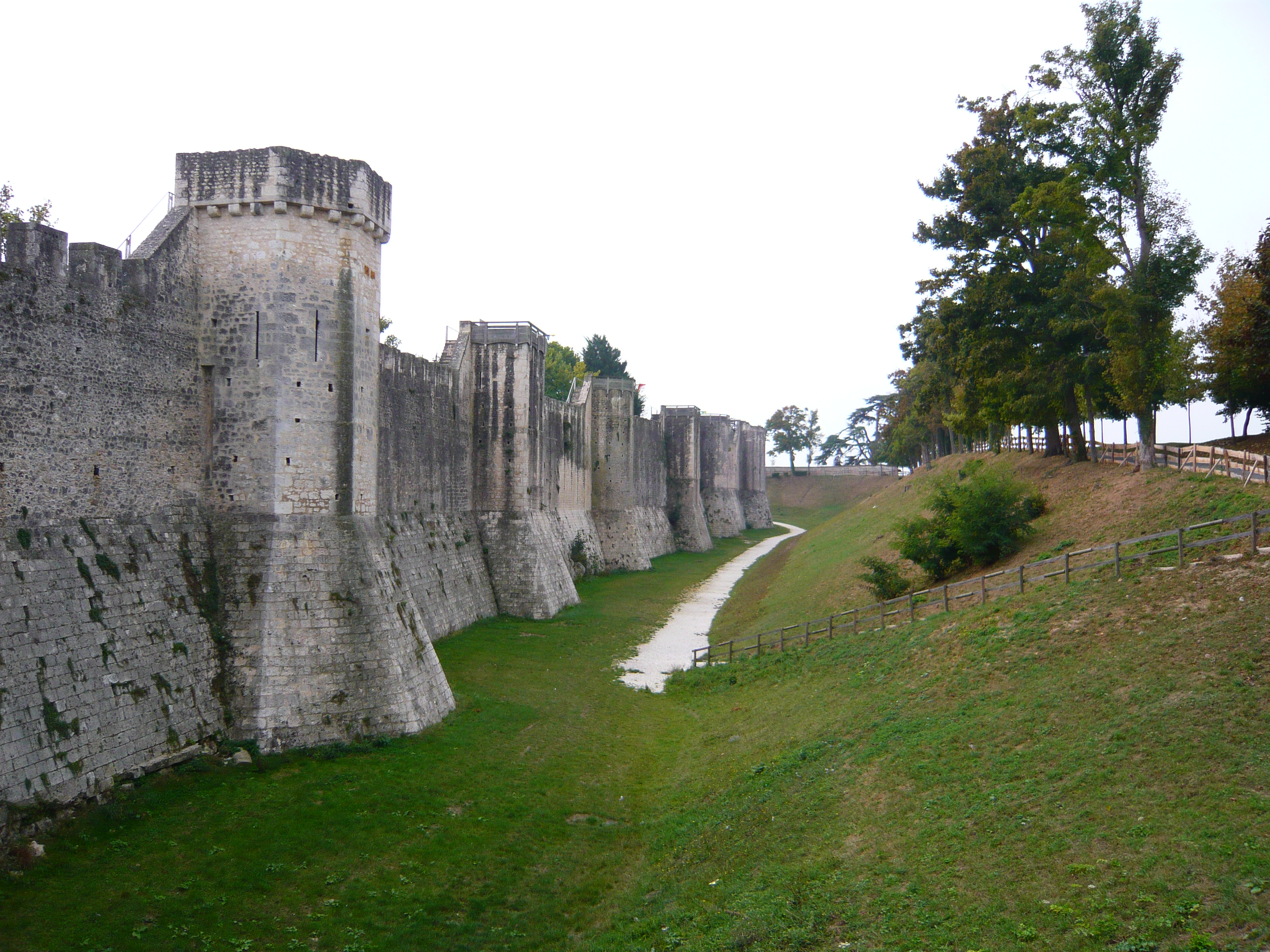
城墙东南视图
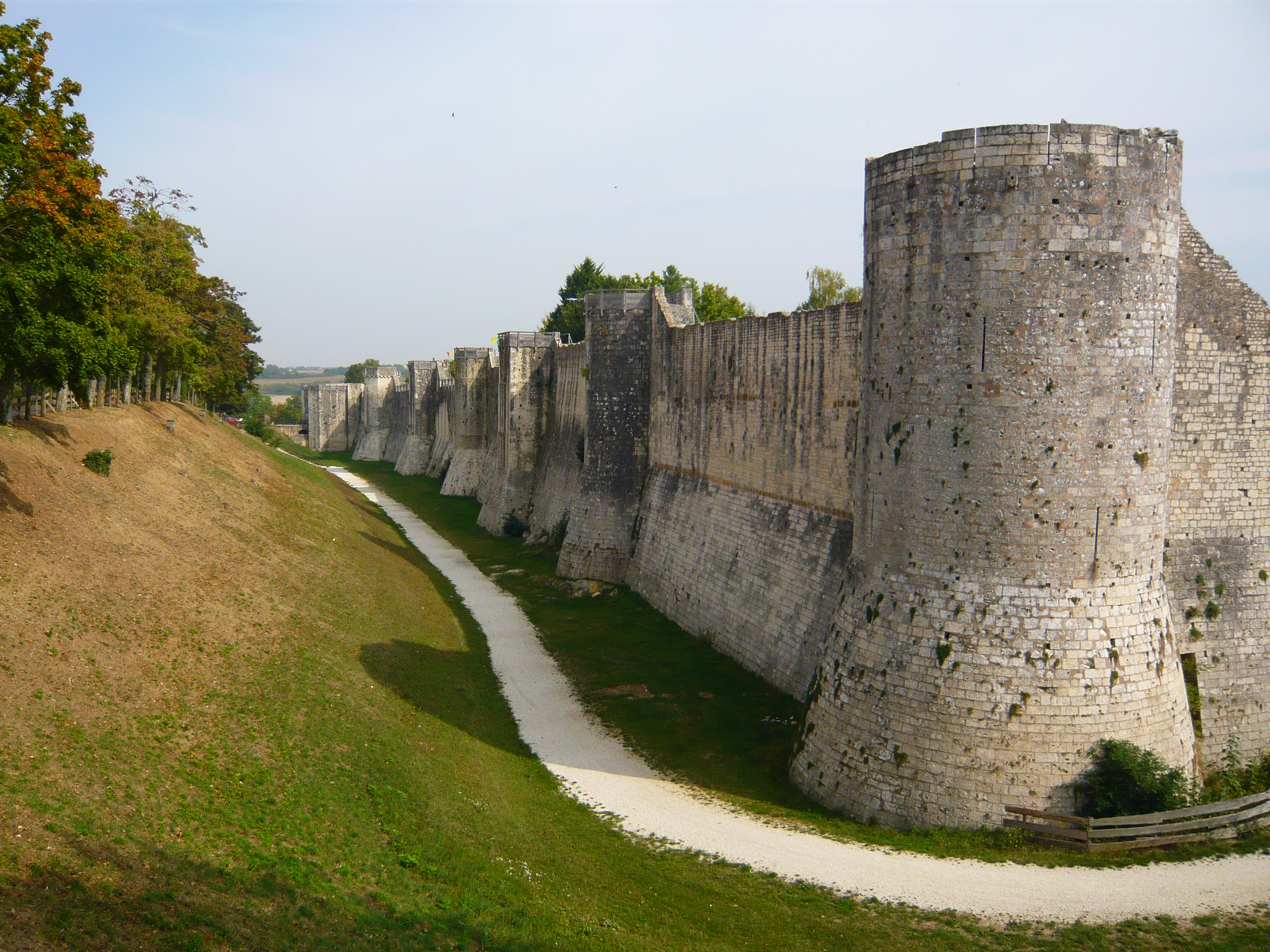
城墙西北视图
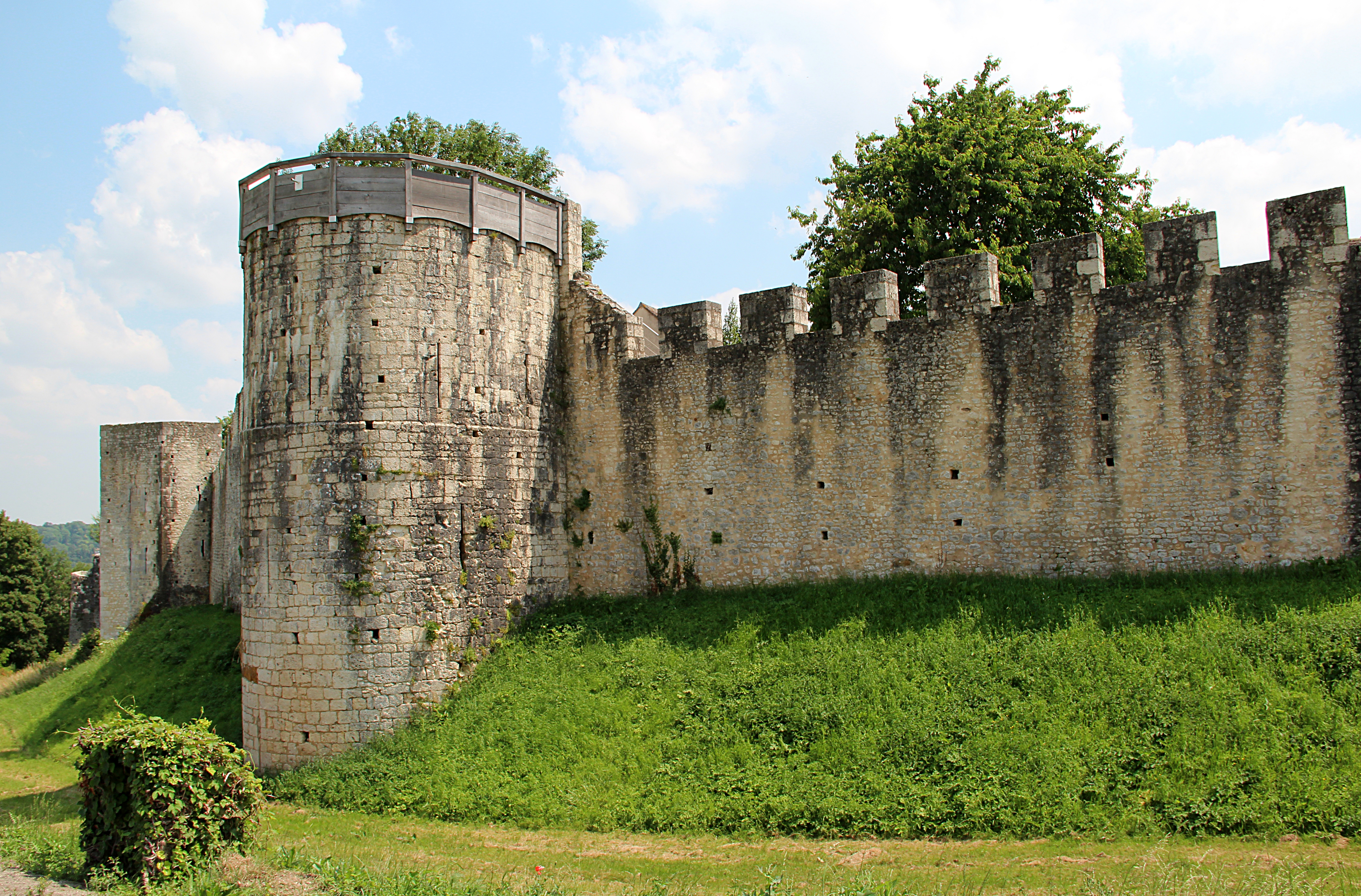
城墙塔
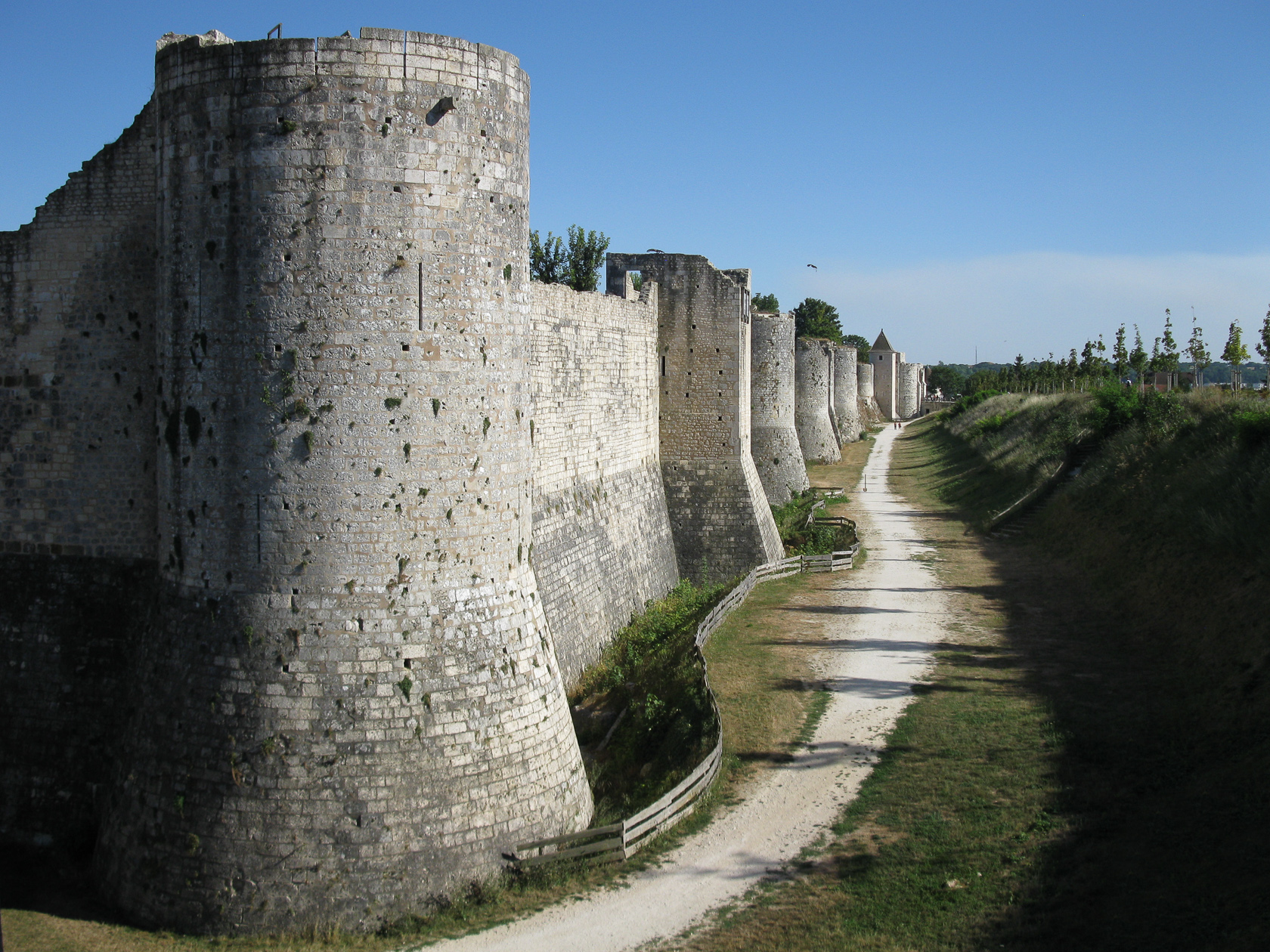
城墙视图
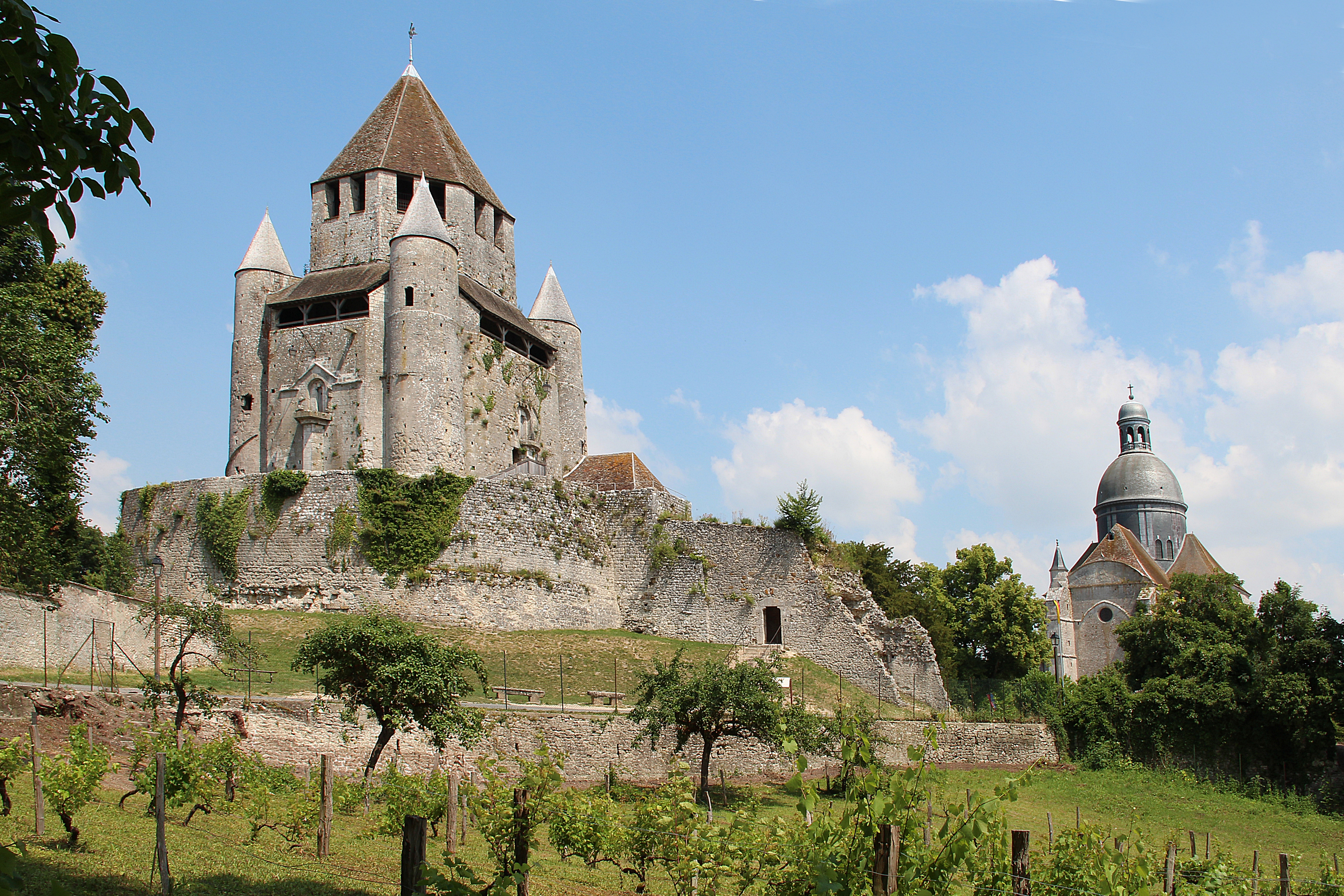
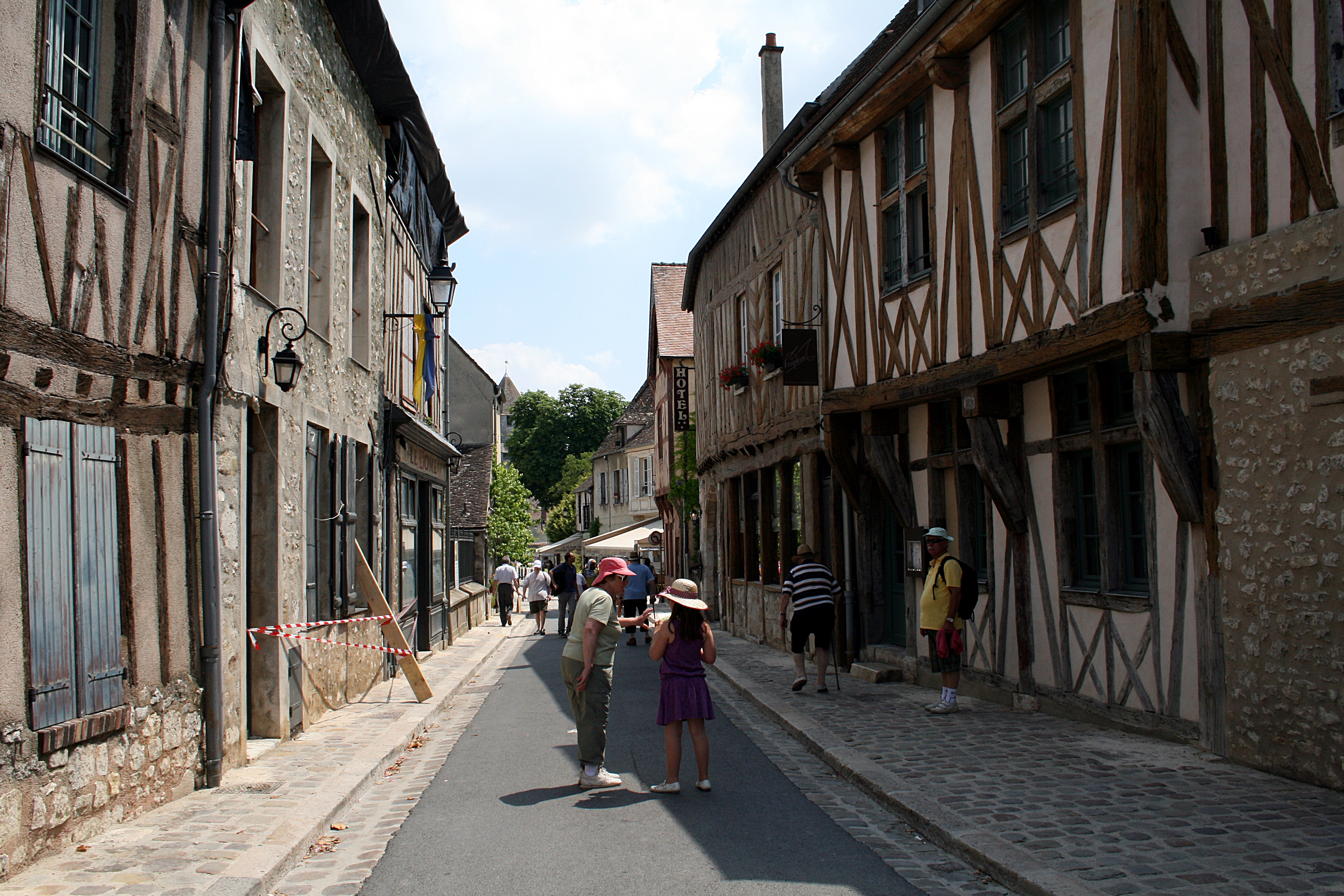
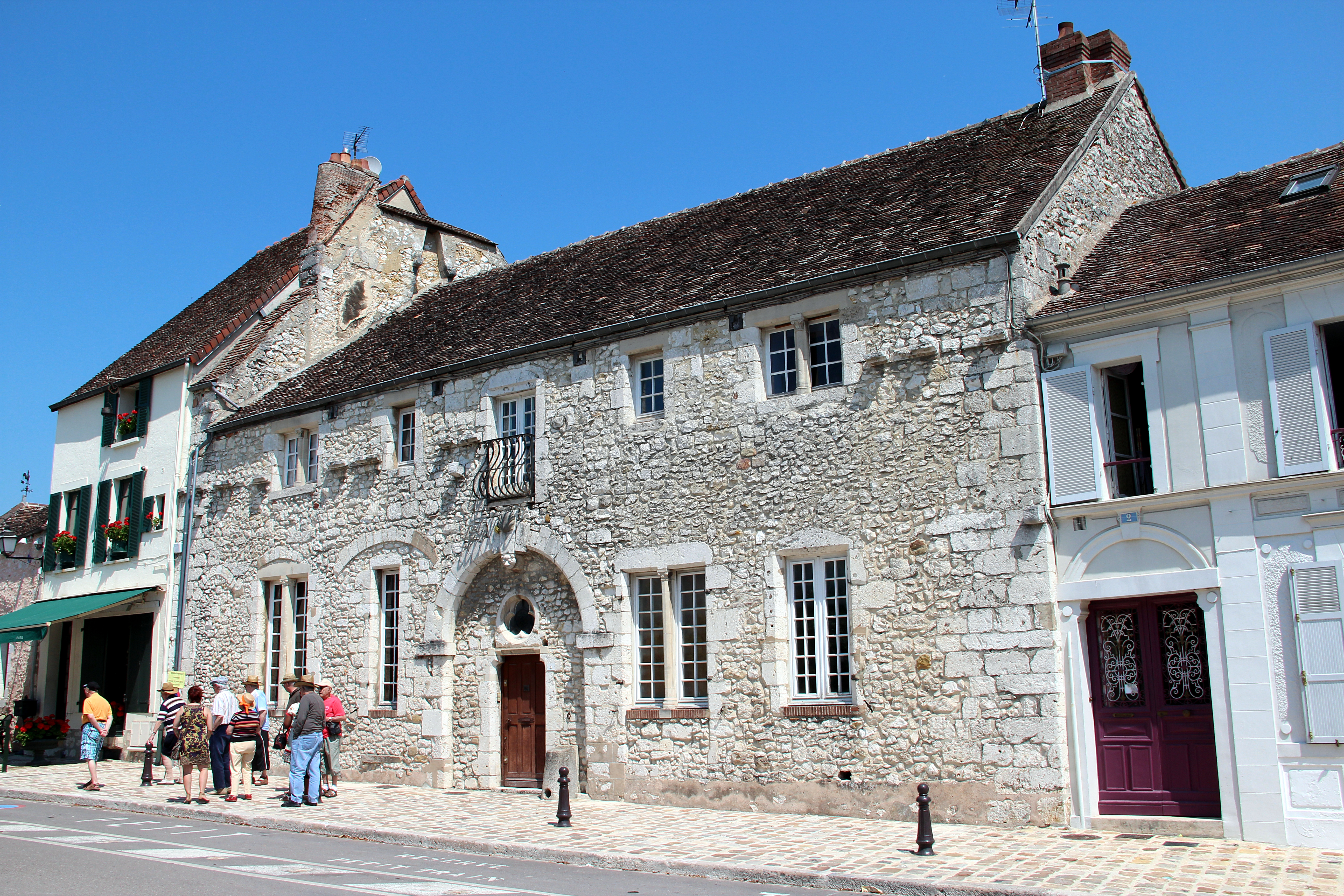
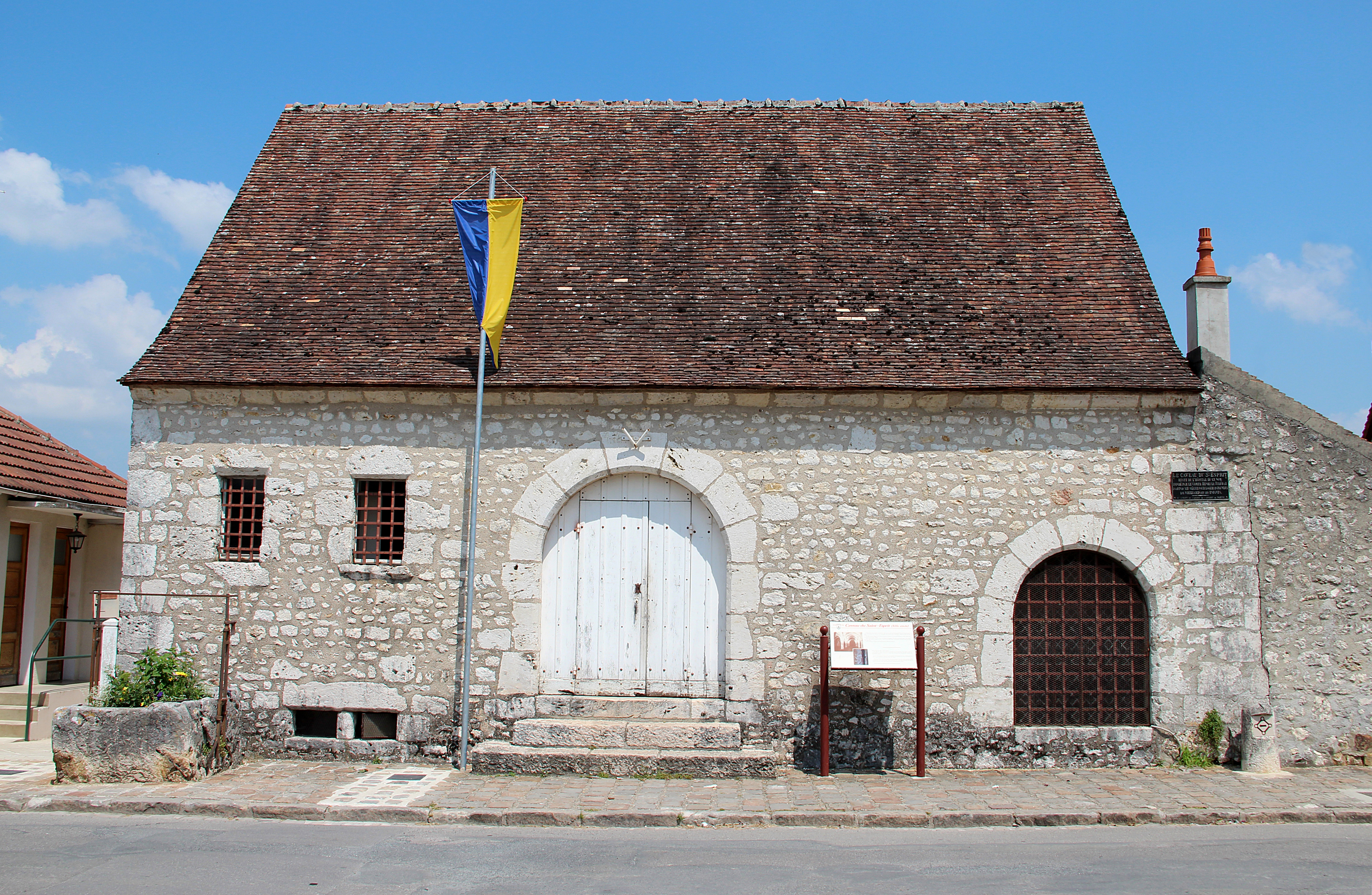
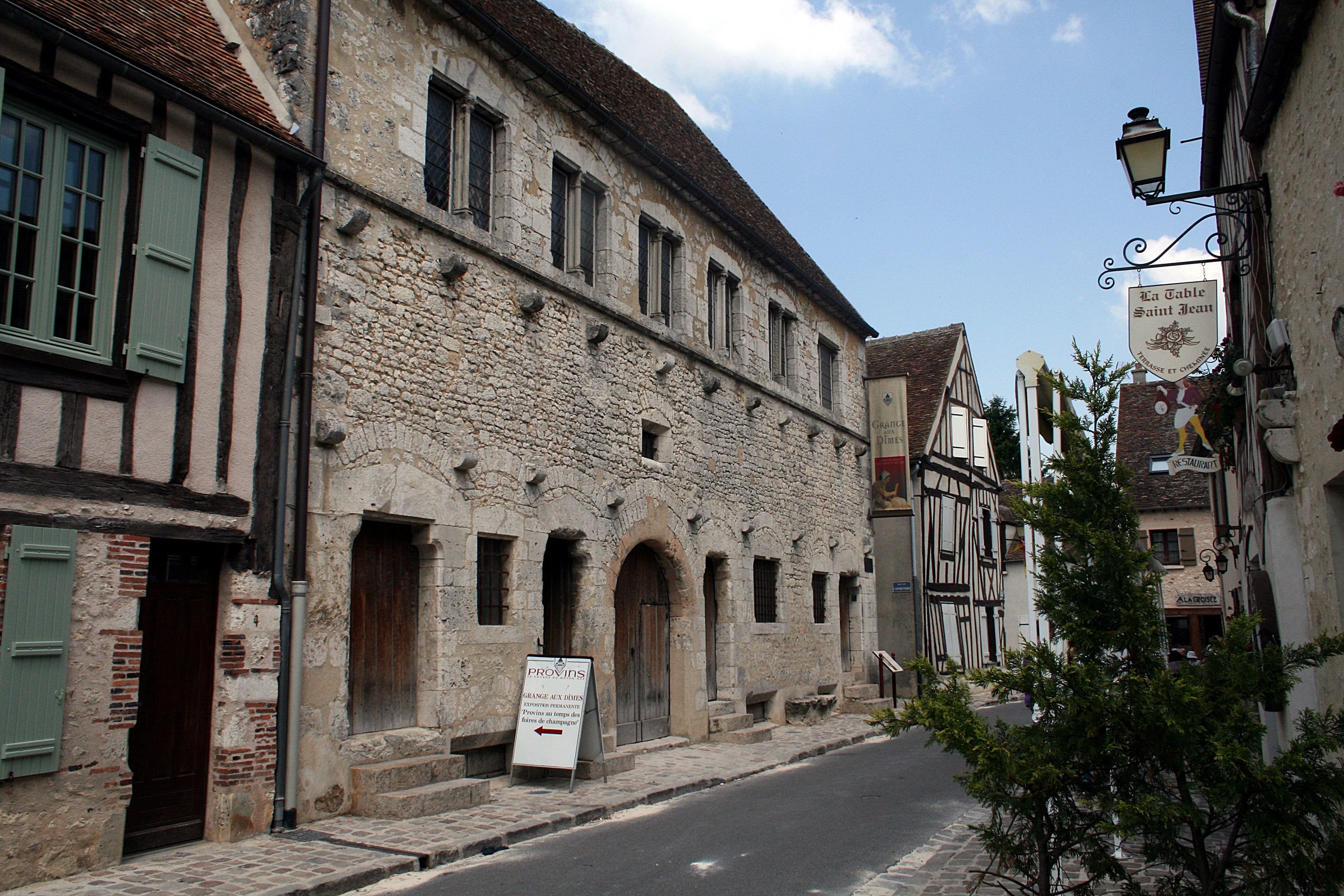
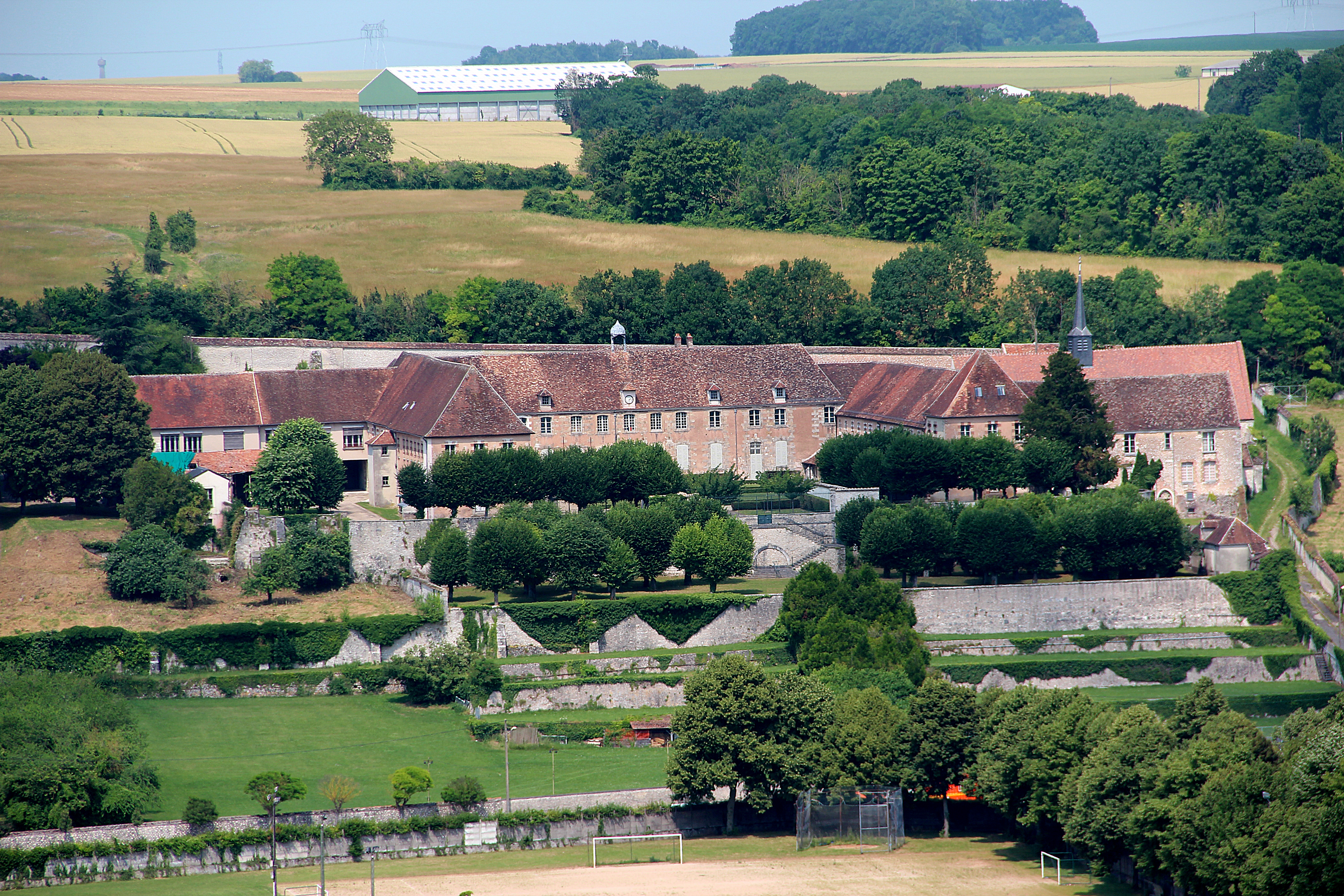

#### 宗教文化遗产

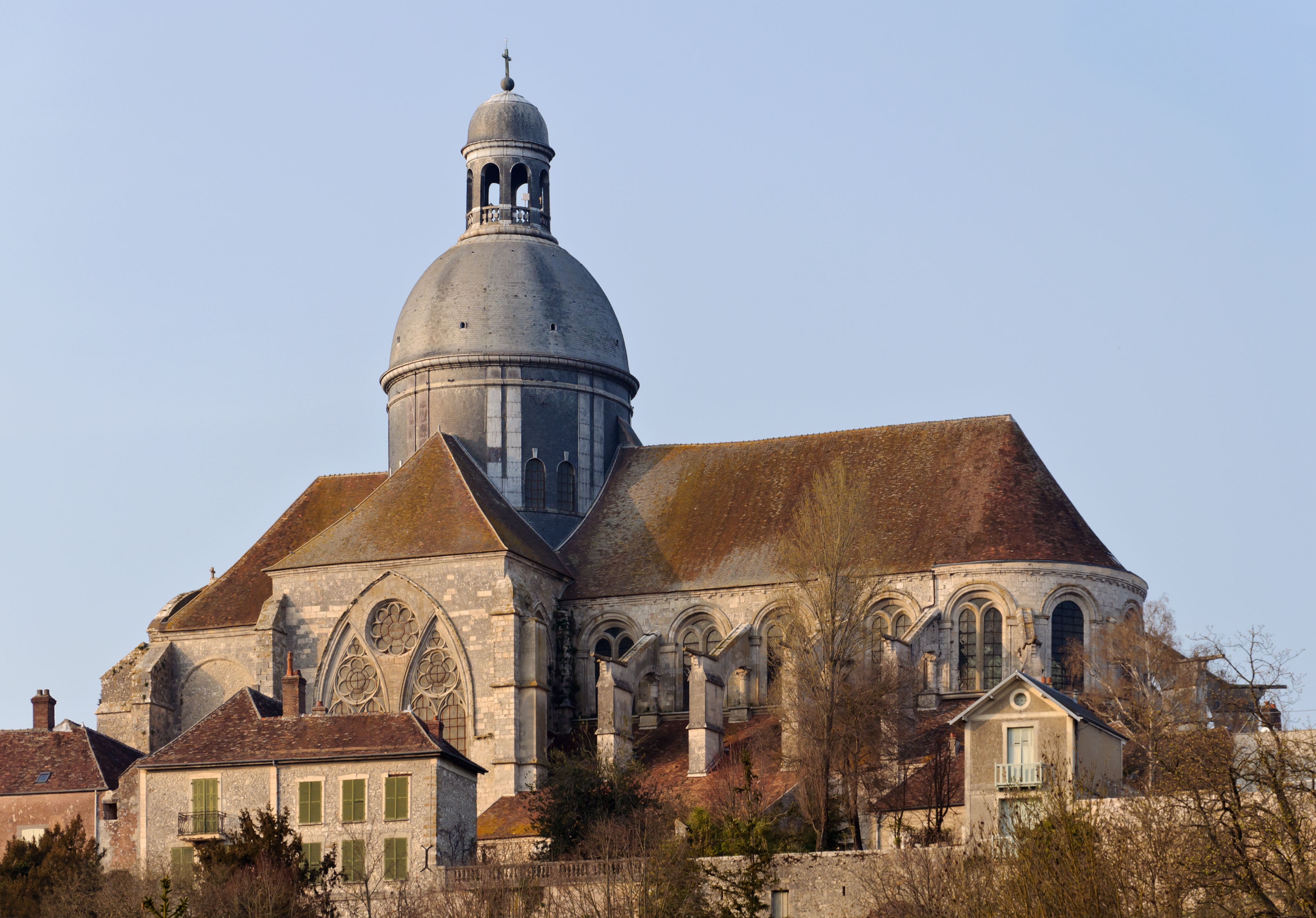
圣奎里亚斯教堂

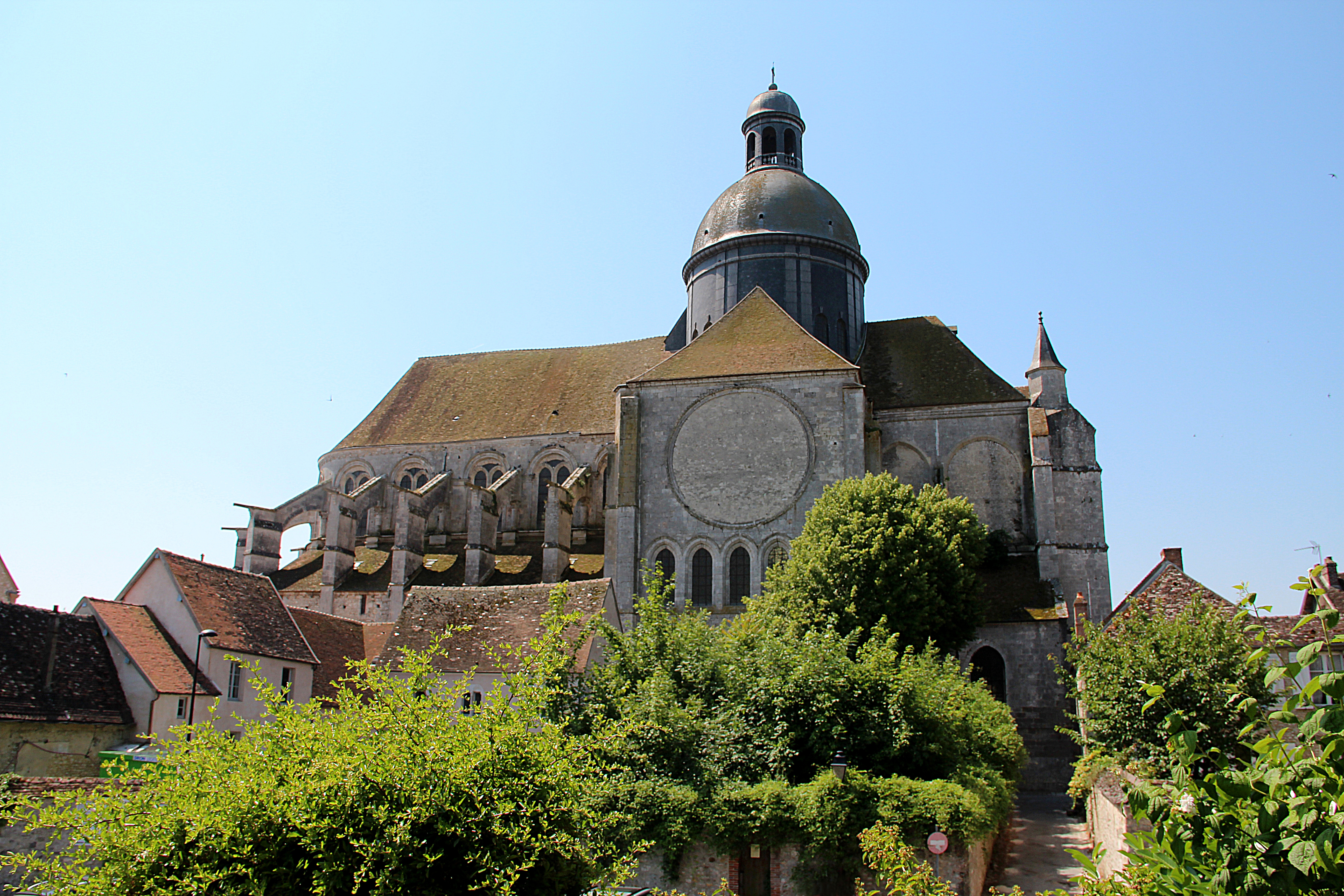
圣奎里亚斯教堂的另一个立面

- 12世纪的圣基里亚斯教堂（Collégiale Saint-Quiriace de Provins）
- 圣十字教堂（Église Sainte-Croix de Provins）
- 圣阿尤尔教堂（Église Saint-Ayoul de Provins）
- 有隐修院、小礼拜堂、教士会议室的科德利耶尔修道院（Couvent des Cordelières）

### 文化活动
普罗万全年都有中世纪主题的文化演出：
- 城墙猎鹰（Les aigles des remparts）：骑士猎鹰演出；
- 骑士传说（La légende des chevaliers）：城墙乐池的骑士表演；
- 中世纪文化节[12]；
- 普罗万的声与光（Le Son & Lumière de Provins）：夜间光影演出，反映中世纪生活的苦与乐，由志愿者构思、制作并演出；
- 丰收节（La Fête de la Moisson）：法国唯一一个不是在田间而是在村庄的广场和街道上展开（和古时候一样）的丰收节，用小麦装扮的马车、民俗风情的舞蹈、古法大桩、驯马，伴随着爵士乐和世界音乐。

丰收节（继承自中世纪6月举行的丰收节日）体现了普罗万地区的文化底蕴。它于8月的最后一个星期日庆祝，用来纪念小麦收获的结束，小麦是普罗万所在的布里地区重要的粮食，今天玉米、甜菜和油菜的生产也很重要。丰收节的花车总是用小麦装饰。此外，人们还用扇車向路人投射麦麸。
11月11日的旧货集市，每年在整个下城区举行，让人联想起盛大的中世纪集市。这个集市的传统来自圣马丁集市，标志着季节性农业用工冬季招聘的开始。许多具有农业传统的城市都举办该集市。

### 美食

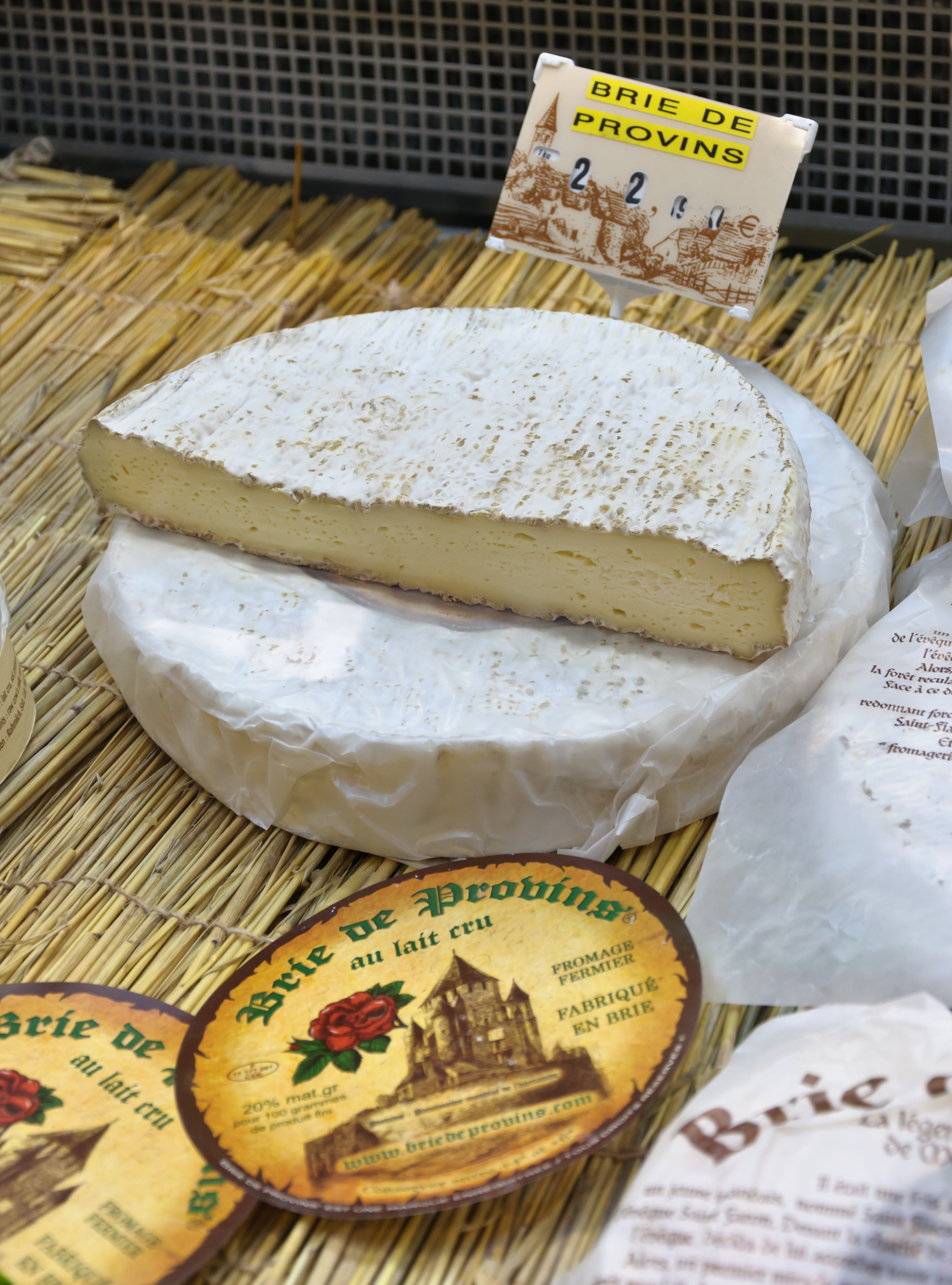
普罗万布里奶酪

普罗万地区有历史悠久的布里奶酪传统。1979年，普罗万创建并注册了普罗万布里奶酪的品牌。2010年，普罗万布里奶酪回归传统生产之际，该奶酪出现在了巴黎举行的奶酪和乳制品博览会上。
普罗万还生产一种名为niflettes的奶油酥皮糕点。人们在11月11日、中世纪节以及一些其他节日期间品尝这种糕点。

## 友好城市
- 中国 平遥[16]
- 德国 本多夫